# Кориите
Кориите (болг. Кориите) — село в Болгарии. Находится в Смолянской области, входит в общину Мадан. Население составляет 16 человек.

## Политическая ситуация
В местном кметстве Леска, в состав которого входит Кориите, должность кмета (старосты) исполняет Юлия  Ваклинова Кисёва (независимый) по результатам выборов правления кметства.
Кмет (мэр) общины Мадан — Атанас Александров Иванов (Болгарская социалистическая партия (БСП)) по результатам выборов в правление общины.